# Mutilacija ženskih genitalij
Mutilacija ženskih genitalij ali ženska cirkumcizija ali žensko obrezovanje je postopek, pri katerem ženski (pogosto še deklici) odrežejo nekatere bistvene dele spolovila. Svetovna zdravstvena organizacija za ta postopek uporablja tudi ime genitalno pohabljenje žensk (angleško: FGM – Female Genital Mutilation). Svetovna zdravstvena organizacija šteje obrezovanje za kršitev osnovnih človekovih pravic prizadetih deklic in si prizadeva, da bi pojav čim bolj omejili oziroma popolnoma opustili. V nasprotju z obrezovanjem moških je obrezovanje žensk neprimerno bolj boleče in povezano s številnimi zapleti tik po posegu, pa tudi v celotnem poznejšem življenju. Zelo visoka je tudi smrtnost zaradi nestrokovno opravljenega posega (okužba zaradi nezadostne higiene).
Postopek obrezovanja žensk (deklic) je razširjen zlasti med muslimanskimi afriškimi plemeni ob Nilu in v osrednji Afriki, delno tudi na Arabskem polotoku in v Indoneziji. V plemenih, kjer ta postopek izvajajo, ga štejejo za tisočletno islamsko tradicijo in versko obveznost. V resnici postopek ni povezan z islamom in v Koranu ni omenjen. V večini muslimanskih dežel obrezujejo samo dečke, deklic pa ne.
Svetovna zdravstvena organizacija loči štiri tipe obrezovanja žensk:
- Obrezanje kožice klitorisa z odstranitvijo celega klitorisa ali njegovega dela.
- Izrezanje klitorisa in malih sramnih usten.
- Izrezanje klitorisa in malih sramnih usten ter zašitje zunanjih sramnih usten z nitjo ali z rastlinskimi trni (infibulacija). Pri tem se spolovilo zaraste tako, da ostane le majhna luknjica za odtok urina in menstrualne krvi. Po poroki mož ženo prereže z nožem, da ima lahko spolne odnose. Kljub temu imajo številne infibulirane ženske težave tudi pri porodu.
- V četrti tip sodijo vse še hujše oblike pohabljanja ženskega spolovila, na primer izžiganje klitorisa, jedkanje s kemičnimi izvlečki rastlin, spraskanje vagine, itd.

Približno 85 % postopkov obrezovanja sodi v prvi dve skupini, tretja in četrta skupina sta precej redkejši. Ocenjujejo, da danes na svetu živi okoli 100 do 140 milijonov obrezanih žensk. Vsako leto je obrezanih še približno 2 milijona deklic med sedmim in dvanajstim letom starosti.
V Sloveniji je javnost postala pozorna na obrezovanje žensk šele ob izidu slovenskega prevoda knjig Puščavska roža in Puščavska zarja. Avtorica Waris Dirie je svetovno znana manekenka, doma iz Somalije, in je bila kot deklica obrezana in infibulirana. Ustanovila je fundacijo za boj proti obrezovanju žensk.